# 费利浦·麦克莫兰铜金公司
費利浦·麥克莫蘭銅金公司，或譯自由港·麥克莫蘭銅金公司（英語：Freeport-McMoRan, FMCG，：FCX）俗稱費利浦、自由港，是全球價格最低廉的銅礦的生產者也是全球第一大金礦生產者。 先前的基地是位於路易斯安那州的紐奧爾良但總部卻遷往亞利桑納州的鳳凰城，後來於2007年購併了菲爾普斯道奇銅礦公司（菲道）之後；也將菲道銅礦的總部一同遷往位於鳳凰城下城的費利浦·麥克莫蘭中心。 其餘的子公司包括了PT 印尼費利浦、PT東伊里亚礦場與大西洋銅礦場。 麥克莫蘭是全球最大的銅礦與礦石生產業者。
麥克莫蘭銅金公司最賺錢的產業乃是位於印尼所屬巴布亞省的格拉斯伯格矿场，這讓該公司成為印尼政府最大的繳稅業者。
為了滿足全球市場需求主要是開採包含了銅、金、鉬與銀等礦物。 Richard C. Adkerson是該公司的CEO而James R. Moffett則為主席。

## 歷史
該公司在1912年時於德克薩斯州自由港創立，由於靠近於全球最大的硫磺礦脈故名為 費利浦硫磺公司。費利浦硫磺公司是美國墨西哥灣沿岸地區率先使用弗拉施法精煉硫磺的公司。 並於1931年開始多角化經營並在古巴收購錳礦床。 在二次世界大戰期間生產鎳，50年代則生產草木灰。 並於1955年時，在古巴的摩爾灣投資1.9億美金開採鎳－鈷礦，並在路易西安納州建造一座專屬於鈷的精煉廠。 在1957年3月11日，美國政府與費利浦簽屬一項採購合約，到1965年6月底為止時會收購從古巴運來的鈷礦與鎳礦作為戰略物資。
2012年，得到最無良企業獎。
2017年8月，自由港麥克莫蘭公司同意將Grasberg礦的51％權益交給印度尼西亞政府，並建造一座冶煉廠，以換取在2041年之前運營該礦的特殊許可。
2019年12月，Freeport Cobalt（Freeport-McMoRan與Lundin Mining的合資企業）將其位於芬蘭科科拉的鈷精煉廠出售給了Umicore。 FCX實際擁有該企業56％的股份。
2020年12月，洛阳钼业与自由港公司达成股份购买协议，以5.5亿美元收购后者在刚果（金）的Kisanfu铜钴矿中95%的间接权益。這已經是第二座礦場，被形容為美國在剛果最大的戰略失誤。

## 經營產業[9]
北美區域:
- 位於亞利桑那州的莫雷西露天铜矿, 85% owned by FMCG (copper)
- 位於亞利桑那州的巴格達鎮矿場, 100% owned (copper, molybdenum)
- Sierrita, Arizona (includes Twin Buttes & Esperanza) , 100% owned (copper, molybdenum)
- 位於亞利桑那州的邁阿密鎮矿場, 100% owned (copper)
- 薩福德矿場, 100% owned (copper)
- 位於新墨西哥的聖麗塔礦山（英语：El Chino mine）, 100% owned (copper, molybdenum)
- Tyrone, 100% owned (copper)
- 位於科羅拉多州的帝國鎮的安德森鉬礦場,  100% owned
- Climax mine, Leadville, Colorado, currently inactive (molybdenum)

南美區域:
- 位於智利奥霍斯-德尔萨拉多礦山 , 80% owned by FMCG (copper)
- 位於智利的El Abra， 51% owned (copper)
- 位於秘魯的Cerro Verde銅礦場, ,  53.6% owned (copper, molybdenum)

歐洲區域:
- 大西洋銅礦場 , copper refinery in Huelva, Spain

亞洲區域:
- 印尼所屬巴布亞省的格拉斯伯格矿场，76.6% owned by FMCG (through subsidiaries) (copper, gold, silver)

非洲区域：
- 刚果（金） Tenke Fungurume矿 56% owned by FCX （copper）